# Summer World University Games 2025/Teilnehmer (Belgien)
| Gelbes Symbol für Goldmedaillen mit stilisierten Olympischen Ringen | Graues Symbol für Silbermedaillen mit stilisierten Olympischen Ringen | Braundes Symbol für Bronzemedaillen mit stilisierten Olympischen Ringen |
| ------------------------------------------------------------------- | --------------------------------------------------------------------- | ----------------------------------------------------------------------- |
| 1                                                                   | 1                                                                     | 2                                                                       |

Belgien nahm an den Summer World University Games 2025 vom 16. bis zum 27. Juli mit 56 Athleten (35 Männer und 21 Frauen) teil.

## Medaillen

### Medaillenspiegel
| Rang   | Sportart       | Gold | Silber | Bronze | Gesamt |
| ------ | -------------- | ---- | ------ | ------ | ------ |
| 1      | Leichtathletik | 1    | –      | –      | 1      |
| 2      | Taekwondo      | –    | 1      | –      | 1      |
| 3      | Tennis         | –    | –      | 1      | 1      |
| 3      | Turnen         | –    | –      | 1      | 1      |
| Gesamt | Gesamt         | 1    | 1      | 2      | 79     |

### Medaillengewinner
| Name/n             | Sportart       | Wettkampf        |
| ------------------ | -------------- | ---------------- |
| Gold               |                |                  |
| Elien Vekemans     | Leichtathletik | Stabhochsprung   |
| Silber             |                |                  |
| Sarah Chaâri       | Taekwondo      | Kyorugi -73 kg   |
| Bronze             |                |                  |
| Jana Otzipka       | Tennis         | Dameneinzel      |
| Jade Vansteenkiste | Turnen         | Klasse bis 73 kg |

## Teilnehmer nach Sportarten

### Bogenschießen
| Männer - Jarno de Smedt - Theo Carbonetti - Arne Collas | Frauen - Ella Vanlangenakker |

### Fechten
| Männer - Cyrille De Bock - Mathieu Nijs - Oscar Geudvert - Jurre Devos | Frauen - Anne Bultynck - Aube Vandingenen - Amandine Charlier - Jolien Corteyn |

### Judo
| Männer - Deny Altemirov - Ray Marinx - Noah Christiaens | Frauen - Vicky Verschaere |

### Leichtathletik
| Männer - Nolan Vancauwemberghe - Marco Vanderpoorten - Victor Morabito - Hadrien Piengeon - Mimoun Abdoul Wahab - Luca Laurent - Kobe Hermans - Victor Hendricks - Sten Geenens | Frauen - Yanla Ndjip-Nyemeck - Ilana Hanssens - Elena Defrère - Elien Vekemans - Elisa Vancolen - Charlotte Van Laethem - Géraldine Dheur - Kylie Lambert |

### Rudern
| Männer - Savin Rodenburg (Einer) - Siebe De Vil (Zweier ohne Steuermann) - Jules Vanoverschelde (Zweier ohne Steuermann) - Jonas Verbraeken (Vierer ohne Steuermann) - Jonathan De Man (Vierer ohne Steuermann) - Xander De Bruyne (Vierer ohne Steuermann) - Milan Van Massenhove (Vierer ohne Steuermann) | Frauen - Eloïse Joris (Einer) |

### Schwimmen
Frauen
- Sarah Dumont

### Taekwondo
Frauen
- Sarah Chaâri

### Tennis
Frauen
- Alexandra Biot
- Jana Otzipka

### Tischtennis
| Männer - David Comeliau - Nicolas Degros - Louis Laffineur |

### Turnen

#### Gerätturnen
| Männer - Senne Spyckerelle - Dario Van Moorleghem - Kyano Schepers - Kilan Van der Aa | Frauen - Jade Vansteenkiste - Yléa Tollet |